# Stewart Granger
Stewart Granger, volledige naam James Lablache Stewart, (Londen, 6 mei 1913 - Santa Monica, 16 augustus 1993) was een Engels acteur.
Hij beleefde zijn succesperiode als romantische held tussen 1943 (jaar waarin hij het eerste melodrama draaide voor de Britse filmstudio Gainsborough Pictures) en de vroege jaren zestig.

## Leven en werk

### Opleiding en eerste stappen in de film- en toneelwereld
James Lablache Stewart kreeg zijn vorming aan het Epsom College en later aan de Webber Douglas Academy of Dramatic Art. Toen hij van acteren zijn beroep wilde maken suggereerde men hem een andere naam aan te nemen om verwarring met de bekende Amerikaanse acteur James Stewart te voorkomen.
Hij maakte zijn filmdebuut als figurant in 1933. Daarna speelde hij kleine niet-gecrediteerde rolletjes in Britse films. In 1935 debuteerde hij op de bühne in James Shirley's The Cardinal. Hij bouwde acteerervaring op in enkele theatergezelschappen. In dat milieu ontmoette hij actrice Elspeth March die zijn eerste vrouw werd.
Toen de Tweede Wereldoorlog uitbrak diende hij onder meer als tweede luitenant bij de Black Watch. In 1942 werd hij gedemobiliseerd als gevolg van maagzweren.

### Vedette in de Gainsborough melodrama's
Stewart brak door dankzij zijn eerste hoofdrol in het kostuum-melodrama The Man in Grey (1943), het eerste van de in het Verenigd Koninkrijk ontzettend populaire 'Gainsborough melodrama's'. Ook de andere hoofdrolspelers (James Mason, Margaret Lockwood en Phyllis Calvert) dankten hun vedettestatus aan het groot succes van de film. De opvolger, Fanny by Gaslight (1944) was nog succesvoller en werd de meest bekeken film dat jaar. Ook Love Story (1944), Madonna of the Seven Moons (1945) en Caravan (1946) maakten de hoge verwachtingen waar aan de filmkassa. Stewart beleefde in die melodrama's telkens romances met Calvert of Lockwood.
Stewart verleende in 1945 ook zijn medewerking aan prestigieuze films zoals de historische romantische komedie Caesar and Cleopatra en het oorlogsdrama Waterloo Road. Het jaar daarop gaf hij gestalte aan Niccolò Paganini in de muziekfilm The Magic Bow. Tussen 1945 en 1951 stond hij aan de top en was hij een van de meest populaire Britse sterren.

### Rank Organisation
In 1947 stapte hij over naar de Britse filmmaatschappij Rank waar hij enkele historische drama's draaide. Het belangrijkste was Saraband for Dead Lovers (1948), de eerste Technicolorproductie van de Ealing Studios, die sinds enkele jaren overgenomen waren door Rank.
In 1949 verscheen Granger in de romantische film Adam and Evelyne aan de zijde van Jean Simmons. Granger vertolkte een oudere man en Simmons een late tiener. Hij beseft geleidelijk dat zij een jonge maar volwassen vrouw aan het worden is. Simmons en Granger beleefden ook iets dergelijks met elkaar in het echte leven want ze hadden elkaar vier jaar eerder al ontmoet in Caesar and Cleopatra. Ze huwden in 1950.

### Jaren vijftig: avonturenfilms en romantische drama's in Hollywood
In 1950 trok Granger naar Hollywood waar hij onder meer door gereputeerde cineasten als Richard Brooks, Fritz Lang, George Cukor en Henry Hathaway geregisseerd werd naast alle grote actrices van die tijd zoals Deborah Kerr, Ava Gardner, Jean Simmons, Grace Kelly, Rita Hayworth, Elizabeth Taylor, Janet Leigh, Cyd Charisse, Rhonda Fleming, Debra Paget en Ann Blyth
MGM castte hem eerst in de avonturenfilm King Solomon's Mines (1950), naast Deborah Kerr, als  Allan Quatermain, de held uit H. Rider Haggards gelijknamige boek. De film oogstte enorm veel bijval en was de best lopende film van 1950 in de Verenigde Staten. De filmstudio bood Granger dan ook een contract van zeven jaar aan.
In 1952 volgden twee nieuwe avonturenfilms: Granger vertolkte de titelrol in Scaramouche, gebaseerd op Rafael Sabatini's gelijknamige roman, en in The Prisoner of Zenda (1952), opnieuw aan de zijde van Deborah Kerr. Ook in Beau Brummell (1954), een romantische biopic over het bewogen leven van de legendarische dandy Beau Brummell nam hij de titelrol voor zijn rekening. Tussendoor speelde hij mee in de sandalenfilm Salome (1953). 
In 1955 castte Fritz Lang hem in de historische in het 18e-eeuwse Dorset gesitueerde avonturenfilm Moonfleet als een ruige avonturier-smokkelaar.
In de misdaadfilm Footsteps in the Fog (1955) waren Granger en Jean Simmons voor het laatst samen te zien. Het jaar daarop voerde George Cukor Granger in het romantisch drama Bhowani Junction op als een Britse kolonel in Brits-Indië op wie halfbloed Ava Gardner verliefd wordt. Datzelfde jaar stond Granger, net zoals in All the Brothers Were Valiant (1953), weer tegenover concurrent Robert Taylor in de western The Last Hunt.
Granger wachtte het einde van de jaren vijftig niet af om weer films (onder meer de komedie The Little Hut, 1957) in Engeland te draaien. De komische Northernwestern North to Alaska (1960), waarin hij speelde naast John Wayne, was zijn laatste wapenfeit in Hollywood. Daarop verliet hij de Verenigde Staten omdat zijn huwelijk met Simmons op de klippen gelopen was.

### Jaren zestig: Europese (co)producties
Granger speelde in de jaren zestig vooral in Duitse, Italiaanse en Spaanse films. Vermeldenswaardig waren zijn hoofdrol als Lot in Robert Aldrichs sandalenfilm Sodom and Gomorrah (1962) en zijn optreden als de revolverheld Old Surehand, naast de Franse acteur Pierre Brice als Winnetou, in drie westerns naar het werk van Karl May. Hij was eveneens te zien in de misdaadkomedie The Trygon Factor, een van de vele toenmalige verfilmingen van het werk van Edgar Wallace.

### Latere carrière
Nadat hij Sherlock Holmes vertolkt had in de televisiefilm The Hound of the Baskervilles (1972) stopte Granger tien jaar lang met acteren en verhuisde hij naar het zuiden van Spanje.
Hij onderbrak die periode slechts één keer om als onbetrouwbare bankier deel uit te maken van de sterrencast (onder meer Richard Burton, Roger Moore en Richard Harris) van de avonturenfilm The Wild Geese (1978).
In 1980 kreeg hij te horen dat hij longkanker had en niet lang meer te leven had. De dokters namen een long en een rib weg maar het bleek dat hij helemaal geen kanker had maar tuberculose.
Hij keerde terug naar de filmwereld in 1981 met zijn autobiografie Sparks fly upward. Tijdens de jaren tachtig was hij enkel nog te zien in veelal Amerikaanse televisiefilms en televisieseries en op de bühne. In die periode verhuisde hij opnieuw naar Californië.

### Privéleven
Stewart Granger was drie keer gehuwd:
- van 1938 tot 1948 met de actrice Elspeth March met wie hij twee kinderen had: Jamie and Lindsay.
- van 1950 tot 1960 met de actrice Jean Simmons met wie hij een dochter had: Tracy.
- van 1964 tot 1969 met Caroline LeCerf met wie hij een dochter had: Samantha.

Granger overleed in 1993 op 80-jarige leeftijd aan prostaatkanker en bottumor.

## Filmografie (ruime selectie)
- 1933 - The Song You Gave Me (Paul L. Stein) (niet-gecrediteerd)
- 1933 - A Southern Maid (Harry Hughes) (niet-gecrediteerd)
- 1934 - Over the Garden Wall (John Daumery) (niet-gecrediteerd)
- 1934 - Give Her a Ring (Arthur B. Woods) (niet-gecrediteerd)
- 1937 - Under Secret Orders (Edmond T. Gréville) (niet-gecrediteerd)
- 1939 - So This Is London (Thornton Freeland)
- 1940 - Convoy (Pen Tennyson) (niet-gecrediteerd)
- 1942 - Secret Mission (Harold French)
- 1943 - The Man in Grey (Leslie Arliss)
- 1943 - Thursday Child (John Argyle)
- 1943 - The Lamp Still Burns  (Maurice Elvey)
- 1944 - Fanny by Gaslight  (Anthony Asquith)
- 1944 - Love Story (Leslie Arliss)
- 1945 - Madonna of the Seven Moons (Arthur Crabtree)
- 1945 - Waterloo Road (Sidney Gilliat)
- 1945 - Caesar and Cleopatra (Gabriel Pascal)
- 1946 - Caravan (Arthur Crabtree)
- 1946 - The Magic Bow (Bernard Knowles)
- 1947 - Captain Boycott (Frank Launder)
- 1948 - Blanche Fury (Marc Allégret)
- 1948 - Saraband for Dead Lovers (Basil Dearden)
- 1948 - Woman Hater (Terence Young)
- 1949 - Adam and Evelyne (Harold French)
- 1950 - King Solomon's Mines (Compton Bennett en Andrew Marton)
- 1951 - Soldiers Three (Tay Garnett)
- 1952 - The Wild North (Andrew Marton)
- 1952 - The Light Touch (Richard Brooks)
- 1952 - Scaramouche (George Sidney)
- 1952 - The Prisoner of Zenda (Richard Thorpe)
- 1953 - Salome (William Dieterle)
- 1953 - Young Bess (George Sidney)
- 1953 - All the Brothers Were Valiant (Richard Thorpe)
- 1954 - Beau Brummell (Curtis Bernhardt)
- 1954 - Green Fire (Andrew Marton)
- 1955 - Moonfleet (Fritz Lang)
- 1956 - Footsteps in the Fog (Arthur Lubin)
- 1956 - The Last Hunt (Richard Brooks)
- 1956 - Bhowani Junction (George Cukor)
- 1957 - The Little Hut (Mark Robson)
- 1957 - Gun Glory (Roy Rowland)
- 1958 - The Whole Truth (John Guillermin)
- 1958 - Harry Black (Hugo Fregonese)
- 1960 - North to Alaska (Henry Hathaway)
- 1961 - The Secret Partner (Basil Dearden)
- 1962 - Marcia o Crepa (of Commando) (Frank Wisbar)
- 1962 - Sodom and Gomorrah (Robert Aldrich)
- 1962 - Swordsman of Siena (Étienne Périer)
- 1963 - The Shortest Day (Sergio Corbucci)
- 1964 - The Secret Invasion (Roger Corman)
- 1964 - Among Vultures (Alfred Vohrer)
- 1965 - The Crooked Road (Don Chaffey)
- 1965 - Das Geheimnis der drei Dschunken (of Red Dragon) (Ernst Hofbauer)
- 1965 - Der Ölprinz (of The Oil Prince) (Harald Philipp)
- 1965 - Flaming Frontier (of Old Surehand) (Alfred Vohrer)
- 1966 - Killer's Carnival (Alberto Cardone, Robert Lynn, Sheldon Reynolds en Louis Soulanes)
- 1966 - Target for Killing (Manfred R. Köhler)
- 1966 - The Trygon Factor (Cyril Frankel)
- 1966 - Requiem for a Secret Agent (Sergio Sollima)
- 1967 - The Last Safari (Henry Hathaway)
- 1978 - The Wild Geese (Andrew V. McLaglen)
- 1986 - Hell Hunters (Ernst R. von Theumer)
- 1989 - Fine Gold (of Oro fino) (José Antonio de la Loma)

## Publicatie
- Stewart Granger: Sparks fly upward (autobiografie), Panther Books, 1981

- Biblioteca Nacional de España: XX1358531
- Bibliothèque nationale de France: cb138946620 (data)
- Gemeinsame Normdatei: 130571547
- International Standard Name Identifier: 0000 0001 0930 1211
- Library of Congress Control Number: n81030108
- Nationale Bibliotheek van Tsjechië: xx0177671
- Nationale Bibliotheek van Israël: 987007524418305171
- Nationale Bibliotheek van Polen: a0000002315428
- Nederlandse Thesaurus van Auteursnamen: 072335920
- SNAC: w6tq7fqz
- Système universitaire de documentation: 077414306
- Virtual International Authority File: 104928562
- WorldCat: E39PBJwhvMGw6DdyvtFMw9F3Qq